# Classe Espresso Livorno
La classe Espresso Livorno è una serie di quattro navi traghetto costruite negli anni '70 presso il Cantiere navale Luigi Orlando di Livorno.
Delle quattro unità della classe che facevano parte della classe (Espresso Livorno, Espresso Cagliari, Espresso Ravenna ed Espresso Venezia), al 2024 solo la Espresso Cagliari è ancora esistente, tuttora di proprietà di Lider Line con il nome di Seabridge, mentre le altre tre sono state demolite.

## Caratteristiche
Originariamente le navi erano pensate per privilegiare la capacità di trasporto merci rispetto a quella passeggeri. L'unica unità della classe ad aver subito modifiche evidenti è l'Espresso Cagliari, che nel 1991 fu sottoposta a degli importanti lavori di ristrutturazione presso i cantieri I.N.M.A. di La Spezia, durante i quali furono aggiunte delle sovrastrutture a poppa e ne fu alterata la linea a prua. Anche la Express Pegasus (già Espresso Venezia) fu sottoposta a lievi modifiche durante il periodo in Grecia, pur mantenendo pressoché inalterata la linea originale.
I traghetti della classe sono lunghi 125,5 metri e larghi 18,5, avevano originariamente una stazza lorda di circa 4 700 tonnellate e potevano trasportare 830 passeggeri, che avevano a disposizione 181 cabine per un totale di 407 posti letto. Dopo le modifiche l'Espresso Cagliari ha una stazza lorda di 8 975 tonnellate e 600 posti letto; l'Express Pegasus (già Espresso Venezia) può invece trasportare circa 1500 passeggeri. Le prime due unità della classe (Espresso Cagliari ed Espresso Livorno) si differenziano dalle altre due per la motorizzazione: montano, infatti, due motori GMT 14 cilindri, mentre le Espresso Venezia ed Espresso Ravenna erano dotate di due 12 cilindri.

## Unità della classe
| Nome              | Immagine | Varo             | Consegna       | Rotta           | Proprietario | Bandiera | Numero IMO | Note                                     |
| ----------------- | -------- | ---------------- | -------------- | --------------- | ------------ | -------- | ---------- | ---------------------------------------- |
| Espresso Livorno  |          | 15 giugno 1972   | 30 luglio 1973 | -               | -            | -        | 7224514    | Demolita nel 2010 con il nome di Grecia  |
| Espresso Cagliari |          | 6 agosto 1973    | 30 aprile 1974 | Trebisonda-Soči | Lider Line   |          | 7325095    | Attuale Seabridge per Lider Line         |
| Espresso Venezia  |          | 22 gennaio 1977  | 20 luglio 1977 | -               |              |          | 7521651    | Demolita nel 2021 come Express Pegasus   |
| Espresso Ravenna  |          | 16 dicembre 1977 | 30 maggio 1978 | -               | -            | -        | 7521663    | Demolita nel 2010 con il nome di Venezia |

## Servizio

### Espresso Livorno
Varata il 15 giugno 1972 e consegnata il 30 luglio 1973 alla Trans Tirreno Express, l'Espresso Livorno fu impiegata già dal 1º agosto dello stesso anno per collegare Livorno e Olbia. Fermata da un'avaria da aprile a giugno 1974, fu poi brevemente spostata sulla linea Livorno - Cagliari per sostituire la gemella Espresso Cagliari, noleggiata all'Adriatica di Navigazione. A partire dal maggio 1976 la nave fu noleggiata all'Adriatica di Navigazione, che la inserì dal 15 giugno sulle linee Venezia - Il Pireo - Istanbul - Smirne e Venezia - Pireo - Limassol - Haifa. Nel luglio dello stesso anno la nave fu ceduta definitivamente all'Adriatica, prendendo il nome di Espresso Grecia.
Il traghetto fu quindi inserito nei collegamenti tra Brindisi, Corfù e Igoumenitsa fino al 1989, quando sostituì l'Appia allungando la rotta fino a Patrasso. Nel 1992, con l'ingresso sulle linee per la Grecia delle nuove Palladio, Sansovino e Laurana, fu spostata sulle linee da e per l'Albania, facendo scalo a Trieste o Ancona e Durazzo. Nel novembre 1999 la Espresso Grecia fu venduta alla greca Halkydon Shipping, cambiando nome in Grecia e continuando a collegare Italia e Albania, alternando come porti italiani Trieste e Bari. Nel 2010 la nave fu venduta per demolizione, arrivando ad Aliağa a ottobre.

### Espresso Cagliari
La Espresso Cagliari fu varata il 6 agosto 1973, entrando in servizio l'anno seguente per Trans Tirreno Express tra Livorno e Olbia. Nel 1976 fu definitivamente venduta all'Adriatica, che la ribattezzò Espresso Egitto e la immise su una lunga rotta con scali a Venezia, Il Pireo e Alessandria d'Egitto. Nel 1991 la nave fu sottoposta a un'importante trasformazione presso i cantieri I.N.M.A. di La Spezia, tornando in servizio in giugno con il nome mutato in Egitto Express. Nel 1993 fu spostata ai collegamenti tra Italia e Grecia, compiendo le rotte da Brindisi, Ancona o Venezia per Igoumenitsa e Patrasso. Nelle estati 2001 e 2002 fu noleggiata alla Hellenic Mediterranean Lines, che la utilizzò sulla Brindisi - Igoumenitsa. Inserita temporaneamente sui collegamenti con l'Albania, a ottobre fu noleggiata per un breve periodo a Tirrenia, sostituendo le unità della classe Strade Romane sulla Genova - Olbia.
Terminato il noleggio per Tirrenia, la nave tornò stabilmente sui collegamenti tra Italia e Albania, facendo scalo nei porti di Bari e Durazzo, fino al marzo 2004, quando fu posta in disarmo a Trieste. In estate fu venduta alla neonata compagnia di navigazione Adria Ferries, che la ribattezzò Riviera del Conero e la mise in servizio tra Ancona e Durazzo. Nel 2005 la nave ebbe dei problemi meccanici, tornando in servizio solo nella primavera successiva.
Nel 2011 la nave prese bandiera cipriota. Un anno più tardi tornò a battere bandiera italiana, venendo ribattezzata AF Michela.
Nel 2016 venne venduta a Traghetti delle Isole, che la ribattezza con il nome di Lampedusa.
Nel 2024 venne annunciata la vendita del traghetto alla turca Lider Line, venendo ribattezzato Seabridge e disarmato a Unye.

### Espresso Venezia
La Espresso Venezia fu consegnata all'Adriatica di Navigazione il 20 luglio 1977 e poco dopo noleggiata alla Tirrenia, dalla quale venne impiegata inizialmente sulla linea Genova - Porto Torres e in seguito su altre rotte, tra le quali Genova - Cagliari, Genova - Olbia - Arbatax e Napoli - Cagliari. Nel 1986 la nave fu acquistata dalla Tirrenia, per la quale rimase in servizio fino al 1989, quando fu noleggiata all'Adriatica e inserita su una linea diretta Brindisi - Patrasso. Nel 1990 la nave tornò a Tirrenia, mutando nome l'anno seguente in Espresso Malta. Nel 1992 fu posta in disarmo a Palermo, venendo comprata due anni più tardi dalla Ventouris Ferries. Rinominata Pegasus, nel 1995 la nave fu impiegata sulla rotta Bari - Corfù - Igoumenitsa, passando poi ai collegamenti tra Il Pireo e le Cicladi. Il 26 ottobre 1996 la Pegasus si incagliò sull'isoletta di Patroklos: l'incidente causò 34 feriti. Una volta liberata la nave fu riparata ai cantieri Vasiliades del Pireo.
Nel 1999 la nave fu venduta alla Minoan Flying Dolphins, prendendo il nome di Express Dionysos e continuando a essere impiegata nei collegamenti con le Cicladi. Nel 2002 la nave fu rinominata Express Pegasus, passando nel 2005 alla Hellenic Seaways. Nel luglio 2005 la Express Pegasus fu colpita da un'avaria ai motori, rimanendo ferma fino alla primavera successiva. Nell'estate 2008 fu noleggiata alla Anen Lines, mentre in anni più recenti è stata spostata sui collegamenti per le Sporadi Settentrionali, in particolare effettuando la linea Agios Konstantinos - Sciato - Scopelo - Alonneso. Nel 2021 fu venduta per la demolizione, arrivando ad Aliağa a novembre. 

### Espresso Ravenna
La Espresso Ravenna fu varata il 16 dicembre 1977 e consegnata all'Adriatica il 30 maggio 1978. L'unità fu immediatamente noleggiata a scafo nudo alla Tirrenia, che la mise in servizio tra Genova e Porto Torres e, in seguito, Genova - Olbia - Arbatax, Genova - Cagliari e Livorno - Porto Torres e i collegamenti per Malta. Nel 1986 la Tirrenia la acquistò definitivamente, ma nel 1990 la nave tornò all'Adriatica, che la ribattezzò Espresso Venezia e la mise in servizio nelle linee da Brindisi verso la Grecia.
Nel 1992 fu sostituita dalle più recenti Palladio, Laurana e Sansovino e venne spostata sui collegamenti verso Albania, Croazia e Montenegro, alternando scali ad Ancona, Bari, Antivari, Spalato, Ragusa e Durazzo. Nel 2003 la nave fu venduta alla greca Halkydon Shipping, prendendo il nome di Venezia e collegando principalmente Trieste e Bari con Durazzo. Nel 2010 fu venduta per la demolizione, arrivando ad Aliağa ad ottobre.